# Molina de Segura (Gerichtsbezirk)
Der Gerichtsbezirk Molina de Segura ist einer der elf Gerichtsbezirke in der autonomen Gemeinschaft Murcia.
Der Bezirk umfasst 6 Gemeinden auf einer Fläche von 274,42 km² mit dem Hauptquartier in Molina de Segura.

## Gemeinden
| Gemeinde                        | Einwohner (2024) | Fläche km² | Dichte Einw./km² | Cod INE | Postleitzahl |
| ------------------------------- | ---------------- | ---------- | ---------------- | ------- | ------------ |
| Alguazas                        | 10.204           | 23,74      | 430              | 30007   | 30560        |
| Archena                         | 20.976           | 16,40      | 1.279            | 30009   | 30600        |
| Ceutí                           | 12.842           | 10,25      | 1.253            | 30018   | 30562        |
| Lorquí                          | 7.770            | 15,75      | 493              | 30025   | 30564        |
| Molina de Segura                | 77.493           | 169,50     | 457              | 30027   | 30500        |
| Las Torres de Cotillas          | 22.406           | 38,78      | 578              | 30038   | 30565        |
| Gerichtsbezirk Molina de Segura | 151.691          | 274,42     | 553              | –       | –            |